# Eyal Golan
Eyal Golan Biton (in ebraico אַיָּל גּוֹלָן‎?) (Rehovot, 12 aprile 1971) è un cantante israeliano.

## Biografia
Eyal Golan è nato il 12 aprile 1971 da famiglia di origini ebraiche marocchine e yemenite; è cresciuto nel quartiere di Kfar Marmorek a Rehovot. Ha vissuto a Rehovot fino al 2010 prima di trasferirsi a Tel Aviv. Aveva 4 anni quando i suoi genitori divorziarono e Eyal ha sempre vissuto con la famiglia della madre. 
IL 12 settembre 2002 Golan si sposa con Ilanit Levi Miss Israele del 2001. Nel 2003 nasce il primo figlio della coppia Liam, e nel 2006 la figlia Alin. 
Nell'ottobre 2008 la coppia divorzia.
Nell'agosto del 2009 Golan ha introdotto un profumo chiamato dopo le sue iniziali - "E-GO".
Nell'ottobre del 2013, Golan e il senior manager della sua compagnia sono stati incriminati per evasione fiscale per un totale di circa 2,5 milioni di NIS ($ 702,307.50). Secondo l'accusa, Golan e i suoi manager erano riusciti a riportare reddito e presentato false notizie per l'Agenzia delle Entrate Israele tra il 2007 e il 2010.
Nel novembre del 2013 viene accusato di aver avuto rapporti sessuali con una minorenne. Come conseguenza viene estromesso dalla trasmissione musicale HaKokahv haBah (La prossima stella) nella quale svolgeva ruolo di giudice. Verrà successivamente scagionato da ogni accusa.
Il canale Reshet annuncia la soppressione della seconda stagione della competizione musica "Eyal Golan is calling you".

## Discografia

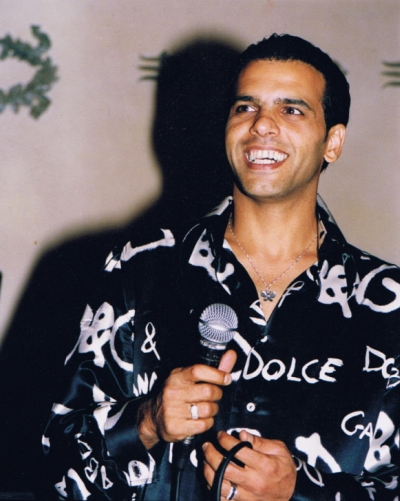

### Album in studio
- 1995 – Lehisha ba'Laila – לחישה בלילה  (Un sussurro nella notte)
- 1997 – Bila'adayikh – בלעדייך  (Senza te)
- 1998 – Chayal shel Ahavah – חייל של אהבה  (Soldato dell'amore)
- 1999 – Histakli Eilay – הסתכלי אלי  (Guardami)
- 2001 – Tslil Meytar – צליל מיתר (Suono di corda)
- 2002 – v'Ani Koreh Lakh – ואני קורא לך (E ti chiamo)
- 2003 – Chalomot – חלומות – (Sogni)
- 2005 – Metziout Acheret – מציאות אחרת (Altra realtà)
- 2007 – Bishvilekh Notzarti – בשבילך נוצרתי (Sono stato creato per te)
- 2008 – Hoze Otah Muli – הוזה אותך מולי (Mi immagino te di fronte a me)
- 2009 – Ze ani – זה אני (Sono io)
- 2010 – Derech LaHayem – דרך לחיים (Un modo di vita)
- 2011 – Chelek Michayai – חלק מחיי  (Parte della mia vita)
- 2012 - Nagat li Balev - נגעת לי בלב (Mi hai toccato il cuore)
- 2013 - Halev al Hashulhan - הלב על השולחן (Il cuore sul tavolo)

### Album dal vivo
- 1996 – BeHofa'a Haya – בהופעה חיה  (Concerto Live)
- 2000 – haMofa'a haMeshoutaf: Ethnix v'Eyal Golan – המופע המשותף עם אתניקס  (Duetto con Ethnix)
- 2008 – Eyal Golan Baheichal Hatarbut – אייל גולן בהיכל התרבות (Eyal Golan Live a Baheichal Hatarbut (anche in DVD)
- 2009 - Eyal Golan Caesarea (2009)
- 2010 - Eyal Golan all'Arena Nokia (2011)
- 2011 - Eyal Golan part of my life Live the Sultan's Pool (2012)